# Blas de Lezo (F-103)
La Blas de Lezo (F-103) es una fragata de la Armada Española de la clase Álvaro de Bazán, botada en los astilleros de IZAR (actualmente Navantia) en Ferrol y en activo desde diciembre de 2004. Fue nombrada así en honor a Blas de Lezo, teniente general del siglo XVIII y héroe de Cartagena de Indias.

## Diseño y construcción

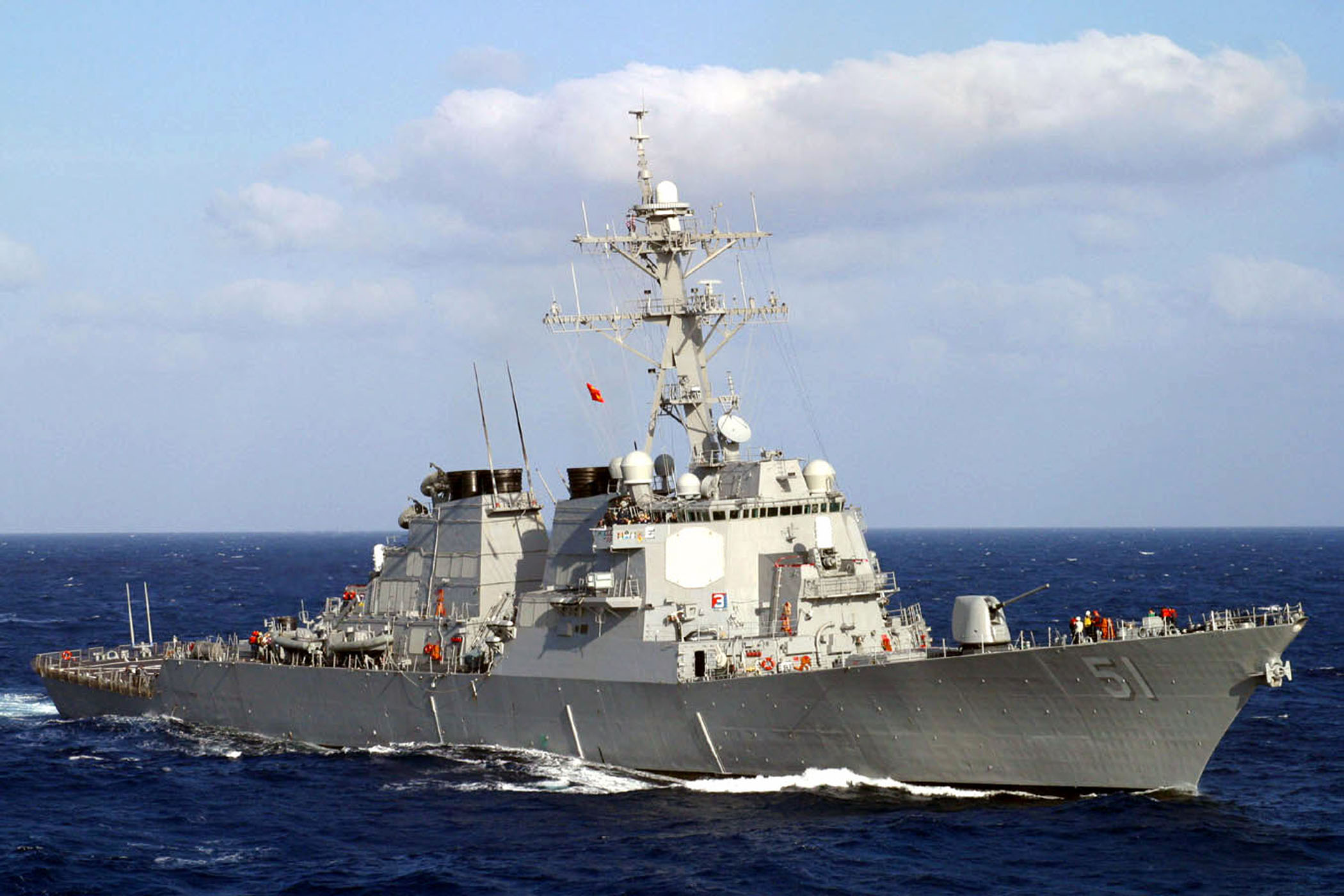
Un destructor estadounidense de la Clase Arleigh Burke, en la que están inspiradas las fragatas españolas de la clase Álvaro de Bazán. En concreto este es el USS Arleigh Burke (DDG 51), fotografiado en 2003.

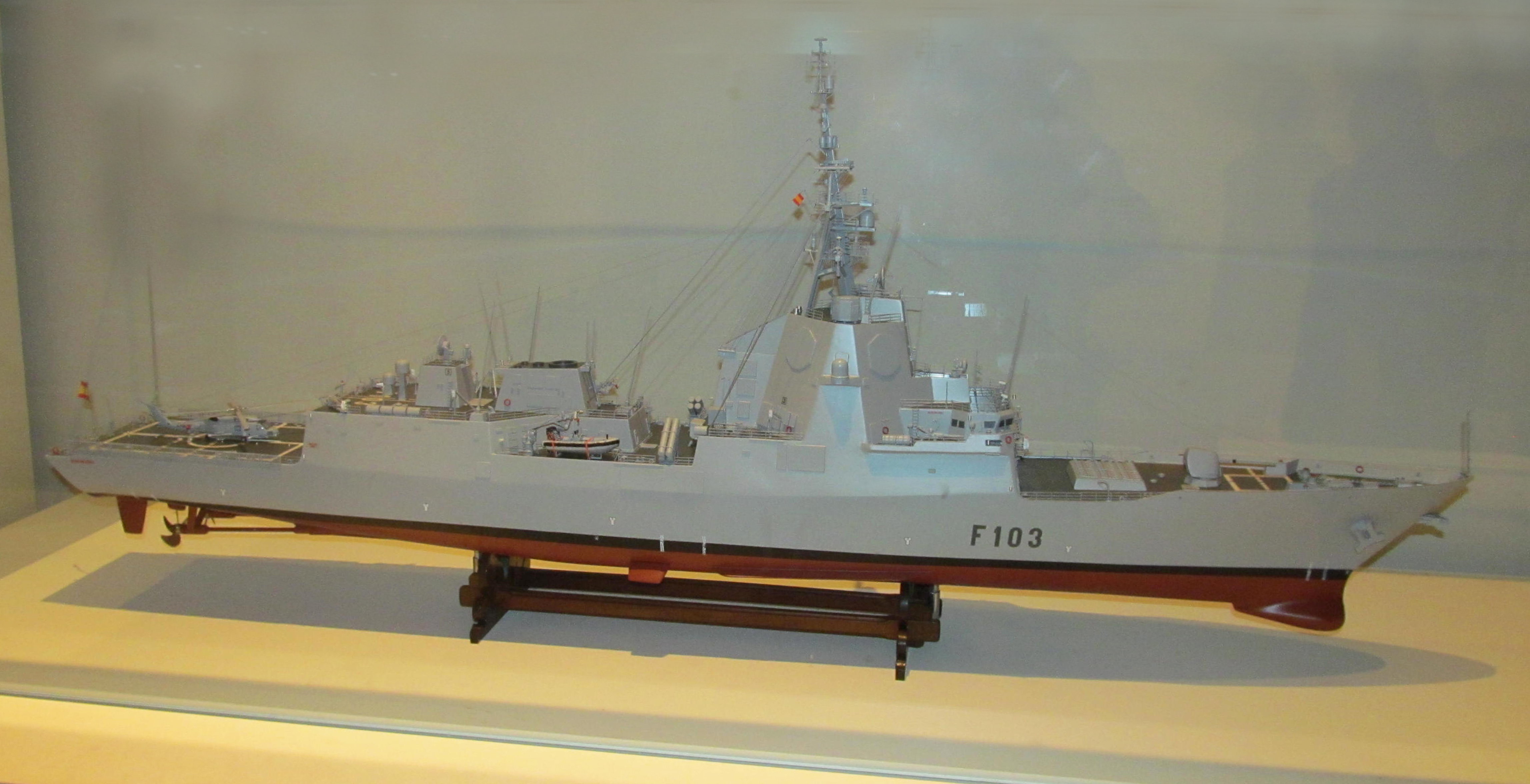
Maqueta de la fragata Blas de Lezo (F-103).

Al igual que el resto de su clase, fue desarrollada en los astilleros IZAR (Ferrol) con un coste 600 millones de €.
La fragata, al igual que las demás fragatas F-100 clase Álvaro de Bazán, figura entre los primeros buques de guerra europeos que cuentan con el sistema de combate Aegis, de origen estadounidense, y un radar capaz de detectar aeronaves en un radio de 500 kilómetros, aunque el margen de detección se reducirá según el tamaño del objetivo y su altura. Tiene capacidad para detectar y seguir hasta 90 blancos móviles y dirigir los proyectiles antiaéreos y de superficie.
Son los primeros buques españoles con casco de protección balística de acero de alta resistencia. Completa su protección con motores montados sobre piezas elásticas, que no transmiten ruido al casco, por lo que son más difícilmente detectables por submarinos. Durante la fase de desarrollo, se puso especial énfasis en el diseño de las formas del buque con el objetivo de minimizar su «eco» de radar. Las F-100 están equipadas también con sistemas de contramedidas y guerra electrónica Indra Aldebarán, de diseño y fabricación española, y un sistema acústico antitorpedos AN/SLQ-25A Nixie.
Dispone de dos lanzadores cuádruples de misiles antibuque AGM-84 Harpoon; dos lanzadores dobles de torpedos Mk-46; un cañón tipo Mk-45 de cinco pulgadas con capacidad de disparo de 20 proyectiles por minuto y 23 km de alcance; y un lanzador vertical Mk-41 con 48 celdas; cuatro lanzachaff que emiten señuelos para confundir a los misiles enemigos, y un helicóptero SH-60B Seahawk, preparado para la lucha antisubmarina y antisuperficie.
Las capacidades de la fragata se verían colmadas con la instalación de un sónar remolcado ATAS y la integración de los cohetes guiados ASROC en los VLS Mk41 para completar sus capacidades ASW. Para este fin, la fragata posee la correspondiente reserva de peso y espacio y se espera a disponer de fondos para su instalación.

## Historial

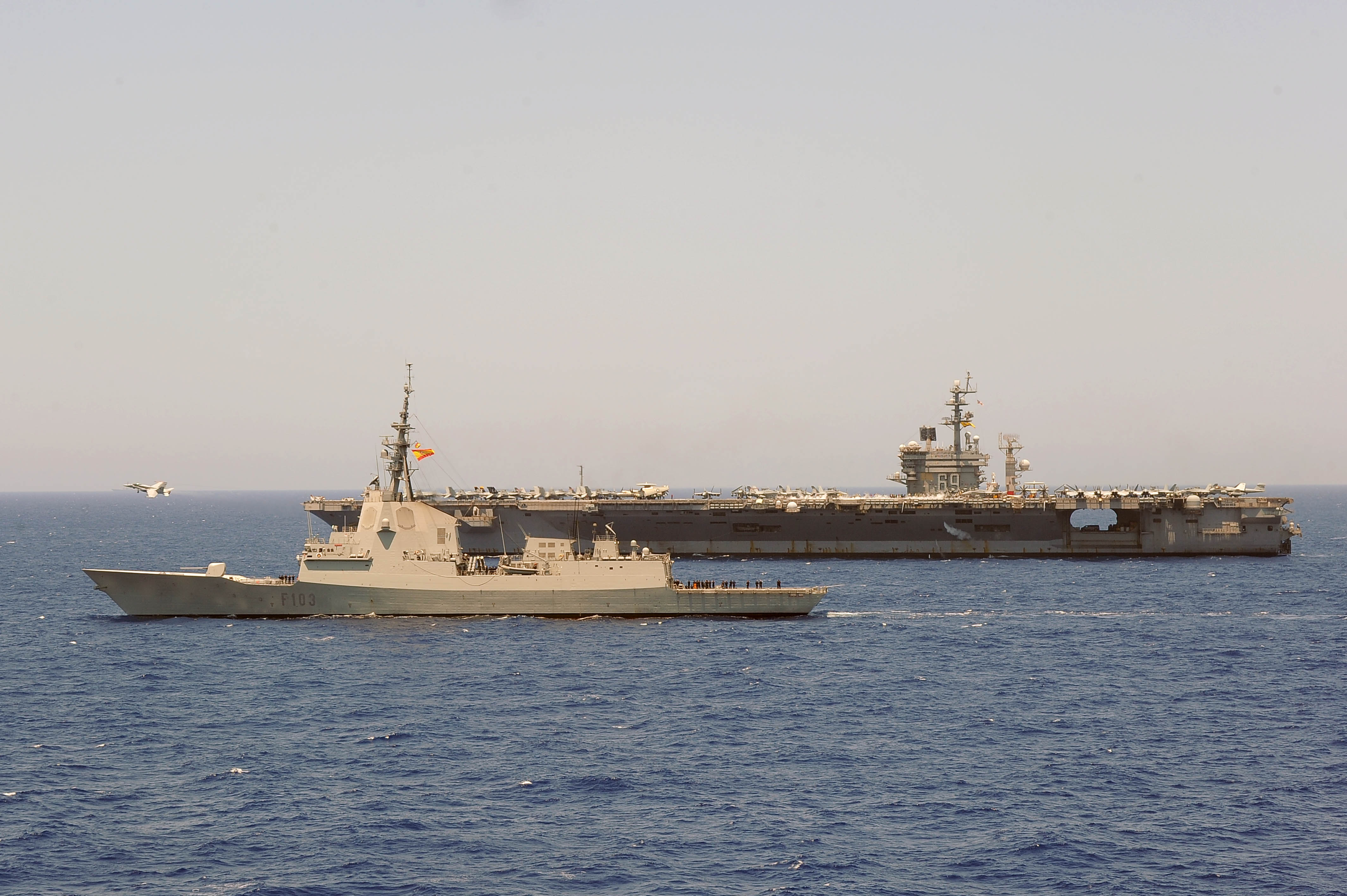
El Blas de Lezo (F-103) junto al portaviones nuclear estadounidense Dwight D. Eisenhower en el año 2012.

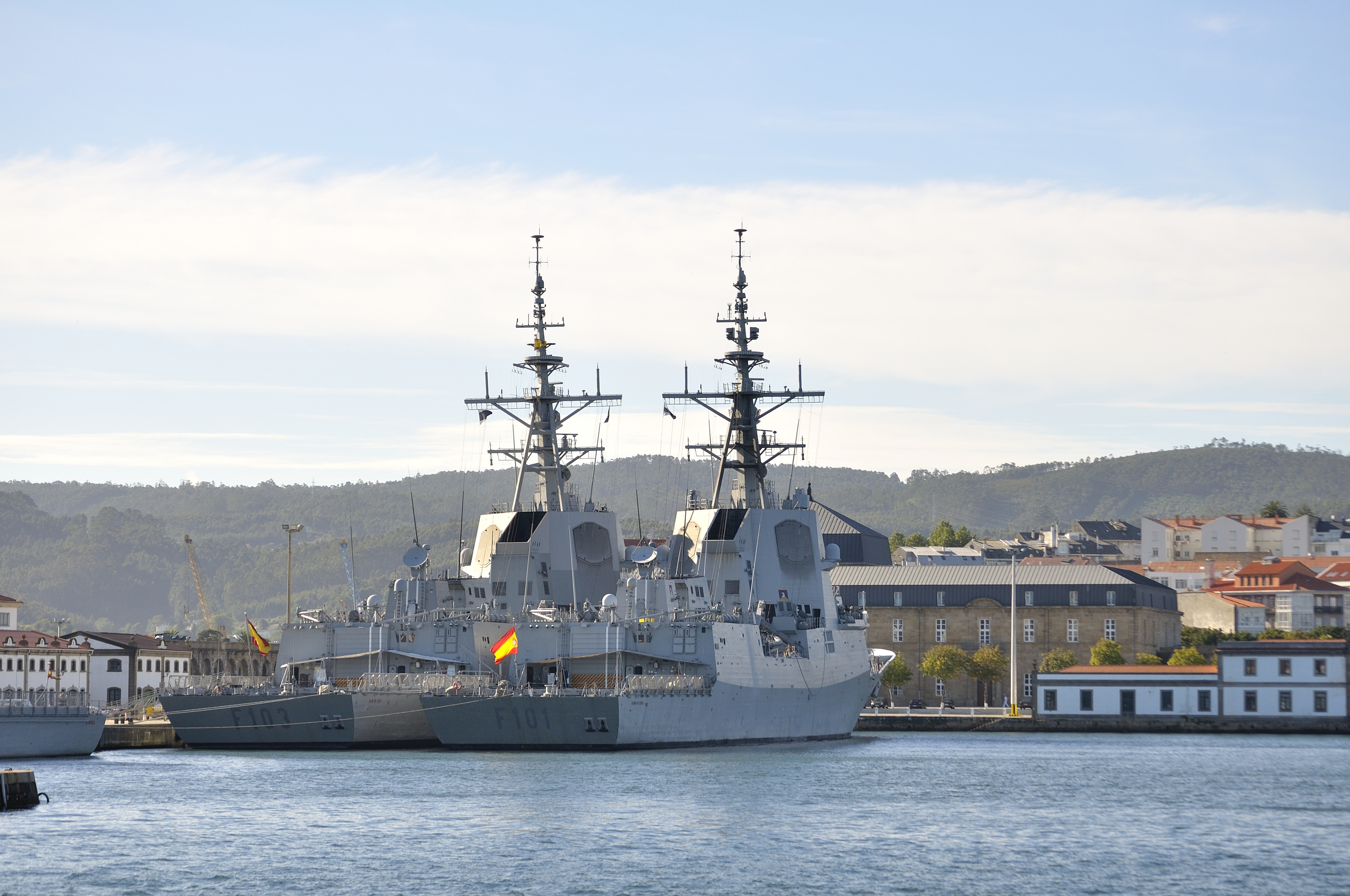
Vista de las popas de las fragatas Álvaro de Bazán (F-101) y Blas de Lezo (F-103) en el puerto de Ferrol en el año 2012.

La fragata Blas de Lezo (F-103) fue botada el 16 de mayo de 2003, mismo día en que se puso en grada la fragata Méndez Núñez, realizó sus pruebas de mar entre el 7 y el 11 de septiembre de 2004. Fue entregada a la Armada el 16 de diciembre de 2004, y efectuó pruebas de lanzamiento de misiles (CSSQT) en Estados Unidos junto a los destructores norteamericanos USS Howard y USS Halsey en septiembre de 2005.
En el año 2007 la Blas de Lezo se integró durante dos meses en el grupo de combate del portaaviones nuclear francés Charles de Gaulle. Posteriormente tuvo un accidente el 25 de septiembre de 2007 durante los ejercicios Neptune Warrior de la OTAN en Escocia, si bien no se produjeron daños personales. Se realizó una reparación de emergencia en las instalaciones de Navantia-Ferrol, que se completó posteriormente en las instalaciones de la misma empresa en Fene. Posteriormente, asumió en Dinamarca el mando de la Agrupación Naval Permanente número 1 de la OTAN (SNMG-1), puesto en el que relevó a la Álvaro de Bazán.
Desde abril de 2009 junto a otros buques de la Agrupación Naval Permanente número 1 de la OTAN, participa en la operación Allied Protector, de la OTAN en las aguas del golfo de Adén y el Cuerno de África para luchar contra la piratería en aquellas aguas, y en el transcurso de las cuales abordó el 4 de junio a dos embarcaciones sospechosas de piratería tras recibir un aviso de ataque por parte del mercante liberiano United Lady.
El 9 de abril de 2012, zarpó desde su base de Ferrol con rumbo a la costa este de Estados Unidos, para integrarse en el octavo grupo de combate (Task Force 8) de la Armada de los Estados Unidos, integrada por el portaaviones USS Dwight D. Eisenhower, un crucero de la clase Ticonderoga y tres destructores clase Arleigh Burke con los cuales realizó ejercicios de adiestramiento, después de lo cual se integró en una agrupación internacional que tiene por objeto la lucha contra el tráfico de drogas en el Caribe. Regresó a su base en Ferrol el 31 de mayo de 2012.
El 11 de junio de 2013, zarpó desde la base naval de Rota, para tomar el mando de la agrupación permanente de la OTAN número 2 (SNMG-2) con base en Aksaz, Turquía, a donde arribó el 15 de junio. En el transcurso de este despliegue, participó en las operaciones Ocean Shield, de lucha contra la piratería en el Índico, y Active Endeavour, de lucha contra el terrorismo en el Mediterráneo. De igual modo, fue mostrada el 26 de julio en Estambul a la Dirección General de Armamento y Material de Turquía y de la Armada de dicho país para apoyar las opciones de Navantia en la consecución de un contrato de fabricación de varias fragatas para Turquía. A principios de agosto retornó a su base, para realizar mantenimiento de equipos y de descanso de su dotación. El 29 de agosto, volvió a zarpar de su base con rumbo al puerto de Málaga para iniciar la segunda fase de dicho despliegue, que incluirá la participación el ejercicio internacional Brilliant Mariner 2013. El 13 de octubre fue relevada en Barcelona por la Álvaro de Bazán.
El 11 de julio de 2014 se aprovechó el regresó a su base en Ferrol de la Cristóbal Colón procedente de la operación Atalanta y que los otros cuatro buques de la clase se encontraban en su base en Ferrol, para que por primera vez, las cinco fragatas de su clase realizaran ejercicios de adiestramiento conjunto como parte de la 31.ª Escuadrilla de Escoltas de la que forman parte.
El 28 de junio de 2015 recibió en Guecho su bandera de combate, ofrecida por el Real Club Marítimo del Abra y Sporting Club y amadrinada por Ana de Orleans, duquesa de Calabria.
A principios de octubre, participó en el ejercicio internacional Joint Warrior en aguas de Escocia. A finales de octubre de 2015 participó en los ejercicios multinacionales Trident Juncture 2015, que tuvieron lugar en España, Italia y Portugal.
El 2 de mayo de 2018 zarpó desde la base en Rota escoltando al  Juan Carlos I (L-61) que trasladaba a bordo tres Chinook HT-17 y dos Cougar HT-27 de las Fuerzas Aeromóviles del Ejército de Tierra hasta Kuwait, para el posterior despliegue de estas unidades en la base de Taji en Irak. Arribó a Kuwait el 24 de mayo sin realizar escalas y posteriormente, zarpó el 28 de mayo de 2018 con destino a Bombay, donde está previsto haga escala entre el 2 y el 6 de junio, donde el Juan Carlos I realizó apoyo a las opciones de Navantia para construir cuatro buques iguales para India.
El 21 de enero de 2022 inicia su singladura para integrarse en la Agrupación Naval Permanente de la OTAN número 2 (SNMG-2) en medio de la crisis entre Rusia y Ucrania y el posterior estallido de la guerra.
En mayo del 2023, participa en las maniobras avanzadas de la OTAN Formidable Shield, en el norte de Europa, como buque de mando de las mismas, llevando a bordo personal de diversas nacionalidades de la alianza.

### Buques de la clase
- Álvaro de Bazán
- Almirante Juan de Borbón
- Méndez Núñez
- Cristóbal Colón

### Buques similares
- Clase Fridtjof Nansen
- Clase Hobart

### Secuencias de designación
Clase Júpiter→Clase Pizarro→Clase Baleares→Clase Santa María→Clase Álvaro de Bazán→Clase F-110 (prevista)

### Listas relacionadas
Fragatas con motor de la Armada Española